# Спиридон Печки
Спиридон (на сръбски: Спиридон) е православен духовник, мелнишки митрополит и печки патриарх от втората половина на XIV век. Споменава се като мелнишки митрополит в 1377 година. На 17 май 1379 година е избран за печки патриарх, на който пост остава до смъртта си. Умира на 11 август 1389 година. Мощите му се съхраняват в Печката патриаршия.